# 王好問
王好问（1517年—1582年），字裕卿，别号西塘，直隶乐亭县（今河北省乐亭县）双庙人。明朝政治人物。

## 生平
嘉靖二十五年（1546年）丙午科順天府鄉試第二十二名。嘉靖二十九年（1550年），登三甲第二百一十名進士。授太常寺博士，三十七年九月擢升河南道試監察御史，三十八年四月实授，四十年巡按陕西，四十一年巡按山西。穆宗隆慶初年，与礼科左给事中王治查盘内府各监局钱粮，隆慶二年（1568年）七月升任大理寺右寺丞，三年正月转左寺丞，四年正月升本寺右少卿，七月转左少卿，十月升太仆寺卿，五年六月升南京太常寺卿，萬曆元年（1573年）九月升通政使司通政使，三年秩满，荫其子王浑然为国子生。三年二月升工部右侍郎，仍掌通政使司事，四年六月转刑部右侍郎，五年九月改户部右侍郎，六年七月升任南京右都御史，十一月升任南京户部尚书。萬曆十年（1582年）三月以养病归乡，逾月而卒，年六十六。居官清廉，“卒之日，衣才數襲，書千餘卷而已。”。著有《春照轩集》三十卷。

## 家族
曾祖王欽；祖父王茂；父王臣，省祭官。母史氏；繼母楊氏。严侍下。兄王好学，號龍坡，嘉靖庚子科举人、贡士，历任陈留知县、澤州知州、歸德府、太原府同知，升户部郎中，督饷昌平，擢楚雄府知府，著有《遊藝集》。
子王浑然，万历辛卯年（1591年）舉人，授中府都事，历任刑部郎中，后升任四川马湖府知府。見《明中宪大夫四川马湖府知府王公墓志铭》。